# Římskokatolická farnost Velké Hoštice
Římskokatolická farnost Velké Hoštice je územní společenství římských katolíků s farním kostelem svatého Jana Křtitele ve Velkých Hošticích.

## Kostely a kaple na území farnosti
- Kostel svatého Jana Křtitele ve Velkých Hošticích
- Kaple Panny Marie ve Velkých Hošticích
- Kaple Narození Panny Marie v Malých Hošticích
- Kaple Panny Marie v Chlebičově
- Kaple Panny Marie v Pustých Jakarticích